# Liste des béatifications prononcées par Pie XI

Le pape Pie XI (6 février 1922 - 10 février 1939) a procédé aux béatifications suivantes :

## 1923
| N° | Image | Bienheureux        | Date de béatification | Lieu de béatification                   | Informations |
| -- | ----- | ------------------ | --------------------- | --------------------------------------- | --- |
| 1. |       | Thérèse de Lisieux | 29 avril 1923         | Basilique Saint-Pierre, Cité du Vatican | (1873-1897), religieuse carmélite française, mystiques du XIXe siècle, docteur de l'Église (canonisée le 17 mai 1925).                             |
| 2. |       | Robert Bellarmin   | 13 mai 1923           | Basilique Saint-Pierre, Cité du Vatican | (1542 -1621), est un prêtre jésuite italien, cardinal, théologien, écrivain, apologiste et docteur de l'Église en 1931 (canonisé le 29 juin 1930). |

## 1925
| N° | Image | Bienheureux              | Date de béatification | Lieu de béatification                   | Informations |
| -- | ----- | ------------------------ | --------------------- | --------------------------------------- | --- |
| 1. |       | Les 32 Martyres d'Orange | 10 mai 1925           | Basilique Saint-Pierre, Cité du Vatican | Religieuses guillotinées en 1794 à Orange. |
| 2. |       | Micaela Desmaisières     | 7 juin 1925           | Basilique Saint-Pierre, Cité du Vatican | (1809-1865), religieuse espagnole, fondatrice de la congrégation des Servantes adoratrices du Saint-Sacrement et de la Charité (canonisée le 4 mars 1934). |
| 3. |       | Bernadette Soubirous     | 14 juin 1925          | Basilique Saint-Pierre, Cité du Vatican | (1844-1879), jeune fille française qui affirma avoir été témoin de dix-huit apparitions mariales. Apparition s'y serait présentée comme l'Immaculée Conception, confirmant le dogme défini en 1854. Devenue religieuse au sein de la congrégation des Sœurs de la charité et de l'instruction chrétienne de Nevers (canonisée le 8 décembre 1933). |
| 4. |       | Les Martyrs canadiens    | 21 juin 1925          | Basilique Saint-Pierre, Cité du Vatican | Six missionnaires jésuites et deux laïcs tués au XVIIe siècle au Canada. Collectivement saints patrons secondaires du Canada (canonisés en 1930). |

## 1926
| N° | Image | Bienheureux                                | Date de béatification | Lieu de béatification                   | Informations |
| -- | ----- | ------------------------------------------ | --------------------- | --------------------------------------- | --- |
| 1. |       | André-Hubert Fournet                       | 16 mai 1926           | Basilique Saint-Pierre, Cité du Vatican | (1752-1834), prêtre français, cofondateur avec Jeanne-Élisabeth Bichier des Âges, de la congrégation Filles de la Croix, Sœurs de Saint-André(canonisé le 4 juin 1933). |
| 2. |       | Jeanne-Antide Thouret                      | 23 mai 1926           | Basilique Saint-Pierre, Cité du Vatican | (1765-1826), religieuse française, fondatrice de la congrégation des Sœurs de la charité de sainte Jeanne-Antide Thouret (canonisée le 14 janvier 1934). |
| 3. |       | Guillaume Saultemouche                     | 6 juin 1926           | Basilique Saint-Pierre, Cité du Vatican | (v. 1557-1593), frère jésuite français, martyirsé avec son compagnon Jacques Salès. |
| 4. |       | Lucie Filippini                            | 13 juin 1926          | Basilique Saint-Pierre, Cité du Vatican | (1672-1732), religieuse italienne fondatrice des Pieuses Maîtresses Filippini (canonisée le 22 juin 1930). |
| 5. |       | Ghebre Michael (en)                        | 3 octobre 1926        | Basilique Saint-Pierre, Cité du Vatican | (1791-1855), prêtre de l'Église catholique éthiopienne de rite oriental et postulant de la Congrégation de la Mission et postulant chez les Lazaristes. Emprisonné, torturé et mort à la suite de ces tortures, pour avoir refusé de renoncer au catholicisme ou aux enseignements du concile de Chalcédoine. |
| 6. |       | Emmanuel Ruiz et ses 10 compagnons         | 10 octobre 1926       | Basilique Saint-Pierre, Cité du Vatican | Emmanuel Ruiz et ses 10 compagnons (sept franciscains et trois laïcs maronites - les frères Massabki (en)), exécutés pour avoir refusé de se convertir à l'Islam. |
| 7. |       | Les 191 martyrs des Massacres de Septembre | 17 octobre 1926       | Basilique Saint-Pierre, Cité du Vatican | Suite d'exécutions sommaires qui se sont déroulées du 2 au 6 ou au 7 septembre 1792 à Paris. Dans la foule des victimes exécutées pour leur foi et leur fidélité au Siège Apostolique, l’Église a choisie et élevée 191 personnes (3 évêques, 181 prêtres, 2 diacres, 1 clerc et 4 laïcs).                    |
| 8. |       | Noël Pinot                                 | 31 octobre 1926       | Basilique Saint-Pierre, Cité du Vatican | (1747-1794), prêtre réfractaire, guillotiné pendant la guerre de Vendée ; considère comme martyr. |

## 1929
| N° | Image | Bienheureux                                             | Date de béatification | Lieu de béatification                   | Informations |
| -- | ----- | ------------------------------------------------------- | --------------------- | --------------------------------------- | --- |
| 1. |       | Jean Bosco                                              | 2 juin 1929           | Basilique Saint-Pierre, Cité du Vatican | (1815-1888), prêtre italien, qui a voué sa vie à l'éducation des jeunes enfants issus de milieux défavorisés et a fondé, en 1859, la Société de Saint François de Sales, plus connue sous le nom de congrégation des salésiens (canonisé le 1er avril 1934), saint patron des éditeurs, des éducateurs, des apprentis et des prestidigitateurs. |
| 2. |       | Anna Maria Redi                                         | 9 juin 1929           | Basilique Saint-Pierre, Cité du Vatican | (1747-1770), religieuse carmélite italienne (canonisée le 13 mars 1934). |
| 3. |       | Gomidas Keumurdjian                                     | 23 juin 1929          | Basilique Saint-Pierre, Cité du Vatican | (v. 1656-1707), prêtre et martyr de l'Église catholique arménienne, exécuté par le sultan Ahmet III pour avoir baptisé un grand nombre de musulman et avoir refusé de se convertir à l'Islam. |
| 4. |       | Les Cent Sept Martyrs d'Angleterre et du Pays de Galles | 15 décembre 1929      | Basilique Saint-Pierre, Cité du Vatican | Prêtres, religieux et laïcs catholiques anglais et gallois exécutés entre 1541 et 1680. |

## 1930
| N° | Image | Bienheureux       | Date de béatification | Lieu de béatification                   | Informations                                                  |
| -- | ----- | ----------------- | --------------------- | --------------------------------------- | ------------------------------------------------------------- |
| 1. |       | Conrad de Parzham | 15 juin 1930          | Basilique Saint-Pierre, Cité du Vatican | (1818-1894), frère convers capucin (canonisé le 20 mai 1934). |

## 1931
| N° | Image | Bienheureux       | Date de béatification | Lieu de béatification                   | Informations                          |
| -- | ----- | ----------------- | --------------------- | --------------------------------------- | ------------------------------------- |
| 1. |       | Pierre-René Rogue | 10 mai 1934           | Basilique Saint-Pierre, Cité du Vatican | (1758-1796), prêtre français, martyr. |